# Un vieux (Maupassant)
Un vieux est une nouvelle de Guy de Maupassant, parue en 1882.

## Historique
Un vieux est initialement publiée dans la revue Gil Blas du 26 septembre 1882, sous le pseudonyme Maufrigneuse.  

## Résumé
À la suite de la réclame que la station thermale de Rondelis a faite dans les journaux, le public vient en foule boire son eau ferrugineuse et profiter des forêts de sapins.
Le docteur des eaux est appelé un matin auprès de M. Darron. Ce dernier a loué une villa et paraît bien vert et sec malgré ses soixante-dix ans avoués et quatre-vingt-six ans réels, car la seule occupation de M. Darron, c’est lui et sa santé, tout le reste n’a aucun intérêt.
Il fait une demande singulière au docteur. Il veut l’inviter à dîner chaque jeudi soir pour discuter avec lui de la santé des habitants de plus de quatre-vingt ans et, s’ils viennent à mourir, il veut en connaître la cause.
Chaque jeudi donc, le docteur donne des nouvelles des dix-sept vieillards de la petite ville, et tous les deux passent la soirée à discuter de la santé d’une telle, des excès de tables de tel autre. Quand l'un d'eux meurt, M. Daron est très excité, vite la cause, et il ne retrouve son calme qu’après avoir constaté que le mort a fait une imprudence, chose que lui ne fait jamais : une angine, parce que l’on mange trop ; une pleurésie, parce qu’on a pris froid ; une dysenterie, causée par la mauvaise nourriture.
Mais quand meurt, un jour, Paul Timonet, M. Darron paraît très inquiet : celui-là, c’était un ascète, dont on espérait faire un centenaire. Or, il est soulagé quand il apprend qu’il n'avait que quatre-vingt-neuf ans : après tout, il n'était pas vieux au point d'être mort de vieillesse ! 

## Éditions
- Un vieux, Maupassant, contes et nouvelles, texte établi et annoté par Louis Forestier, Bibliothèque de la Pléiade, éditions Gallimard, 1974  (ISBN 978 2 07 010805 3).